# 谷本清

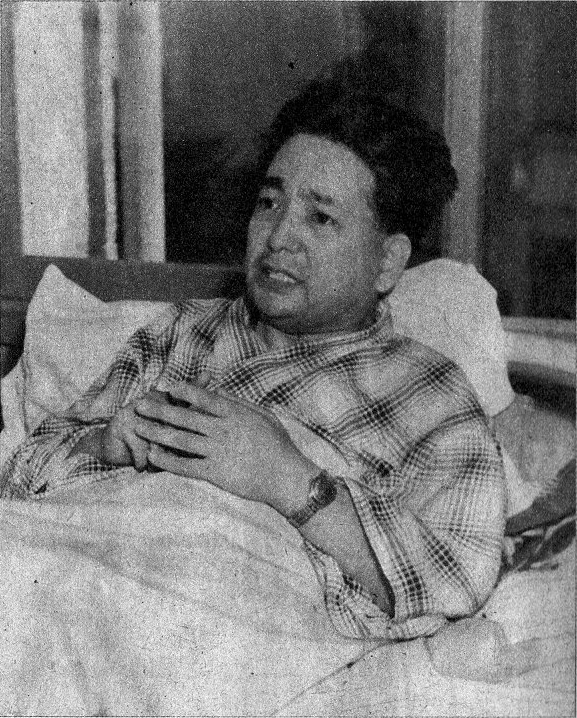
1950年頃

谷本 清（たにもと きよし、1909年6月27日 - 1986年9月28日）は、日本のキリスト教牧師。ノーモアヒロシマズ運動提唱者。娘は近藤紘子。

## 牧師までの経歴
香川県坂出市で生まれる。関西学院大学神学部を首席で卒業後、渡米して1940年にエモリー大学大学院修了。鹿児島県国分、加治木の教会、沖縄中央教会牧師を経て、1943年に広島流川教会の牧師に就任。

## 被爆
1945年7月まで、広島は空襲を受けていなかったが、多くの人は被害を予期し、人や荷物を都市から疎開させる作業を進めていた。谷本も教会の記録や備品を西郊外の己斐町の知人の屋敷に疎開させており、妻子は毎晩、北東郊外の牛田で寝るようにしていた。
広島市への原子爆弾投下があった8月6日に、谷本は友人の荷物を同じ屋敷に運ぶ手伝いをしていた。目的地に着いて庭先で休んでいた谷本は、閃光を感じた直後、とっさに庭石の陰に隠れて爆風をやり過ごした。市街から立ち上る雲を見た谷本は、爆風でつぶれた家を後にして、教会があり妻子がいる市街中心に向かった。
市の中心部に近づくと、至るところで家が倒壊し、そこここで火災が発生していた。北に大きく迂回してから太田川を泳いで渡り、川沿いに走っていくと、赤ん坊を抱いて逃げる妻に出くわした。妻子はそのまま牛田に行くことになり、谷本はさらに進んだ。避難所に指定されていた泉邸（今の縮景園）にたどり着くと、そこで多くの知人に会った。泉邸には怪我や火傷を負った人が多く逃げてきていた。谷本はこの後、日が沈むまで被災者の救援にあたった。水を欲しがる人に洗面器で水を与え、小舟を見つけて泉邸から少しずつけが人を対岸に移した。泉邸に火の手が迫ったときには他の元気な人たちとともに防火に努めた。夕暮れには焼け跡の防空壕から米を持ち出し、居合わせた隣組の女の人たちに渡して炊き出しを頼んだ。これが多くの人の夕食になった。
谷本は8月10日まで泉邸で負傷者の救護にあたった。戦争が終わったあと、8月下旬から、被爆による放射線障害（原爆症）により、急に体調を崩して高熱を発し、1か月間、牛田の友人宅で寝たままとなった。その後、香川県の実家に戻り、さらに1か月かかってようやく回復した。

## ジョン・ハーシー『ヒロシマ』
広島に戻ってきた谷本は、教会の復興に奔走した。その最中、1946年5月に、ピューリッツァー賞作家でもあるジャーナリストジョン・ハーシーがアメリカ合衆国から来て広島を訪れ、原爆被害の様子を取材した。ハーシーのルポ『ヒロシマ』は、当初、雑誌『ザ・ニューヨーカー』にて4回に分け連載される予定であったが、雑誌まるごと｢ヒロシマ｣に割くと言う異例の形で発行され、即日30万部を売り切るという大反響を呼んだ。谷本は取材を受けた6人の被爆者の中の1人であった。
教会再建のめどがつかず苦慮していた谷本のもとに、この年の秋から、『ヒロシマ』で谷本のことを知った人々から、メソジスト教会を経由し、あるいは個人として直接に、援助の物資や寄付金が届くようになった。もっとも、郵便事情の悪さから、返送されて広島に届かなかったものも多かったという。
『ヒロシマ』の反響をうけて日本語訳の話が持ち上がり、渡米直前の谷本が1948年に訳稿を仕上げた。これを石川欣一が修正して、1949年に法政大学出版局が刊行した。
谷本自身による未出版手記（薄紙に綴られた英文230ページ）が米国エール大学内のBeinecke Rare Book and Manuscript図書館内に保管されており、これを読んで感銘を受けた脚本家のエリザベルベントリー氏により、谷本の手記を中心に What Divides Us という題名で映画化が決定している。

## 被爆者の救援と平和運動
これより前、谷本は1948年3月UP通信ルサフォード・ポーツの取材を受けた。その記事の中で「ノー・モア・ヒロシマ (No more Hirosima)」が初めて唱えられ、駐留米軍紙を経てアルフレッド・パーカーが平和運動のスローガンに用いて世界に広がった。
谷本は、1948年10月にエモリー大学とアメリカメソジスト教会外国伝道局の招請により渡米した。15か月間に渡り31州256都市で講演を行ない、広島の惨状と平和を訴えるとともに、流川教会復興に奔走。のちにアメリカ上院で開会祈祷を行うなど、アメリカでは一躍時の人となった。しかし国内では、占領軍によるメディア統制（プレスコード）のために、原爆被害の実情も、谷本の活動もよく知られていなかった。また国内のキリスト教関係者の中には彼の事を原爆牧師とあだなして非難する人もあったという。
その後も谷本は度々アメリカに講演旅行にでかけ、被爆者を助けるための寄付を募った。知己を得た作家パール・バックの支援を受けつつ、1950年8月、ヒロシマ・ピース・センターを設立し、ノーマン・カズンズとともに被爆した少女や孤児の救済活動として、原爆孤児の精神養子運動に取り組んだ。精神養子とは、アメリカ人が「精神親」となって養育費を送金し、原爆孤児を援助する活動である。谷本は、野宿する孤児を探してしばしば広島駅などを廻っていたという。1953年頃からは、後遺症となったケロイドに苦しむ「原爆乙女」をアメリカで治療する活動にも広がった。その頃、教会で谷本の活動を手伝った女子大生に中村節子（後にノーベル平和賞を受けたサーロー節子）がいた。1955年にアメリカのテレビ番組は「This Is Your Life」に出演して原爆投下の副操縦士：ロバート・A・ルイス（Robert A. Lewis）と会談する。谷本はルイスが来ると聞かされていず、このとき既にルイスは原爆投下を悔いるようになっていて、ルイスは後悔の思いを谷本に吐露、彼自身が集めた寄付を小切手で谷本に渡している。

## 晩年
1982年に流川教会牧師を退任。名誉牧師の称号を授与された。晩年は、広島市の外郭団体の広島平和文化センターの理事長などを歴任。1986年9月28日に死去。生前の功績を讃え、故人としては異例だが、エモリー大学から名誉神学博士の称号を授与された。その式典には第39代アメリカ合衆国大統領ジミー・カーターも参列した。死去の翌年の1987年にはヒロシマ・ピース・センターによって谷本清平和賞が創設された。